# Sophie Linn
Sophie Linn (Adelaida, 13 de marzo de 1995) es una deportista australiana que compite en triatlón. Ganó una medalla de oro en el Campeonato Mundial por Relevos Mixtos de 2025.

## Palmarés internacional
| Campeonato Mundial por Relevos Mixtos | Campeonato Mundial por Relevos Mixtos | Campeonato Mundial por Relevos Mixtos | Campeonato Mundial por Relevos Mixtos |
| Año                                   | Lugar                                 | Medalla                               | Prueba                                |
| ------------------------------------- | ------------------------------------- | ------------------------------------- | ------------------------------------- |
| 2025                                  | Hamburgo (Alemania)                   | Medalla de oro                        | Relevo mixto                          |